# Focus (hetilap)
A Focus egy német hetilap, amely a Burda Kiadó gondozásában, Hubert Burda kiadó és Helmut Markwort főszerkesztő vezetésével Münchenben jelenik meg.

## Története
Burda és Markwort 1993 indították el lapot és egy másik a német hetilap, a Der Spiegel konkurenciájának szánták. A Focus a német újságpiacon konzervatívnak és a gazdaságról szóló cikkeit tekintve liberálisnak számít.
A heti eladott példányszám 656 776 darab (2009 második negyedév). Ebből körülbelül 300 ezer előfizetői példány, 90 ezret forgalmaznak a német olvasókörök és 130 ezer különféle légitársaságok repülőgépeinek fedélzetére kerül. Az utcai árusítás nagyon változó sikerű és erősen függ a főcímtől, a nagy átlag 125 ezer példány. A Spiegelt és a Sternt követve a Focus a harmadik legnagyobb német hírmagazin.
Létezik még ezenkívül a kizárólag gazdasági témákkal foglalkozó Focus-Money, amely 2008-ra a második legnagyobb példányszámmal megjelenő gazdasági hetilap (150 ezer). Kéthavonta jelenik meg a Focus Schule melléklet, amely elsősorban iskolás gyermekek szüleinek készül.
Ezen kívül a Focus szerkesztősége készít több TV-produkciót (Focus-TV és Future-Trend), amelyeket a müncheni magazin a ProSieben és RTL csatornákon közvetít.
A hetilap internetes változata a Focus Online. A weboldal olvasóinak 40 százaléka a Google News közvetítésével kerül a Focus honlapjára.